# Santa Magdalena de Cuberes
Santa Magdalena de Cuberes és una antiga església parroquial de l'antic poble de Cuberes, pertanyent al terme de Baix Pallars, del Pallars Sobirà. Formà part de l'antic terme de Baén.
Està situada en el sector central d'aquell antic poble, sota les restes del castell que coronava aquesta població. Substituí l'església vella de Sant Sadurní en un moment indeterminat de l'Edat moderna, cosa que provocà l'abandonament de l'església vella, situada en el recinte del castell. L'abandonament del poblament a Cuberes, a inicis del segle xviii, arran de la Guerra de Successió, va deixar el conjunt quasi en l'estat actual molt prematurament.
Actualment s'arriba tot just a endevinar la planta de l'església, entre les ruïnes del poble.